# Bal-swing
Bal-Swing är en modern benämning på den form av swingdans som idag kombineras med klassisk Balboa ("pure bal") till det som idag oftast kallas bara Balboa. Dansarna släpper kroppskontakten i brösthöjd och har kontakt via armar och händer (Jämför Lindy Hop, en annan swingdans). Det finns många klassiska turer som till exempel "throw-out" och kombinationer av turer till exempel "The Dream".